# Салкі-Сар
Салкі-Сар (перс. سلكي سر) — село в Ірані, у дегестані Лякан, в Центральному бахші, шагрестані Решт остану Ґілян. За даними перепису 2006 року, його населення становило 711 осіб, що проживали у складі 175 сімей.

## Клімат
Середня річна температура становить 14,26°C, середня максимальна – 27,91°C, а середня мінімальна – -0,72°C. Середня річна кількість опадів – 1052 мм.
| Клімат поселення                              | Клімат поселення | Клімат поселення | Клімат поселення | Клімат поселення | Клімат поселення | Клімат поселення | Клімат поселення | Клімат поселення | Клімат поселення | Клімат поселення | Клімат поселення | Клімат поселення | Клімат поселення |
| Показник                                      | Січ.             | Лют.             | Бер.             | Квіт.            | Трав.            | Черв.            | Лип.             | Серп.            | Вер.             | Жовт.            | Лист.            | Груд.            |                  |
| Середній максимум, °C                         | 9,57             | 10,52            | 12,34            | 17,80            | 21,80            | 26,00            | 27,91            | 27,80            | 23,84            | 21,08            | 17,01            | 12,06            |                  |
| Середня температура, °C                       | 4,42             | 5,39             | 7,21             | 12,66            | 16,66            | 20,85            | 23,60            | 23,52            | 19,54            | 16,78            | 12,71            | 7,76             |                  |
| Середній мінімум, °C                          | −0,72            | 0,25             | 2,07             | 7,52             | 11,52            | 15,72            | 19,31            | 19,22            | 15,25            | 12,48            | 8,42             | 3,48             |                  |
| Норма опадів, мм                              | 110              | 90               | 84               | 53               | 45               | 29               | 26               | 51               | 107              | 163              | 149              | 145              |                  |
| Середньомісячна швидкість вітру, м/с          | 2.27             | 2.38             | 2.40             | 2.36             | 2.27             | 2.40             | 2.52             | 2.30             | 2.06             | 2.08             | 1.90             | 1.98             |                  |
| Середньомісячна сонячна радіація, кДж/м²·день | 6907             | 9012             | 11110            | 15733            | 19809            | 21934            | 22857            | 19346            | 15883            | 10965            | 8651             | 6656             |                  |
| --------------------------------------------- | ---------------- | ---------------- | ---------------- | ---------------- | ---------------- | ---------------- | ---------------- | ---------------- | ---------------- | ---------------- | ---------------- | ---------------- | ---------------- |
| Джерело:                                      |                  |                  |                  |                  |                  |                  |                  |                  |                  |                  |                  |                  |                  |